# 唐纳德·特朗普家族
唐納·川普（Donald Trump）是特朗普集團的所有者，也是第45、47任（现任）美国总统，其家族活跃于房地产、娱乐、商业和政治等领域。自2017年1月20日特朗普就职以来，他的直系亲属就成为了美国的第一家庭。特朗普的家族属于德裔美国人家族。唐纳德·特朗普的母亲玛丽·安妮·麦克劳德生于蘇格蘭西海岸外赫布里底群島的路易斯岛。特朗普的三个妻子为他生育了五个子女，此外他还有十个孙子女。

## 直系亲属

### 祖父母
特朗普出生于一个德国移民后裔家庭。其祖父弗雷德里克·特朗普在1885年從德意志帝國的組成國巴伐利亞王國的萊茵普法茨卡爾施塔特移民到了紐約，在從事理髮師、木匠工作之後進入房產相關行業。

### 父母
唐纳德·特朗普的父親弗雷德·特朗普在美國紐約市出生，是一個美国房地产开发者，而母親瑪麗·安妮·麥克勞德·特朗普是来自蘇格蘭的移民，她在路易斯島出生，17歲移民至美國紐約從事傭工，1936年認識特朗普的父親，並於1942年取得美國國籍。
父親弗雷德·特朗普在20世紀初期的美國紐約就已經是成功商人。1927年，弗雷德·特朗普在皇后区的三K党集会上被捕，然后因未達到進入审判標準而获得释放，和他的母親伊丽莎白·克里斯蒂·特朗普一起成立Elizabeth Trump & Son公司，她在他21歲之前為他簽發支票。
1920年代末，弗雷德開始在皇后區投建每戶售價3,990美元的獨立住宅。通過大蕭條中的1930年代中期，他在皇后區木巷開立的特朗普商場通過廣告「自己吃，任你選！」而一炮而红，幫助開拓了超級市場的概念。僅僅在一年後，弗雷德因為可觀的收購價而把它出售給了庫倫王連鎖超市庫倫王公司，該商場至今仍然在薩福克郡地區營業。取得資金後，弗雷德在二戰期間沿東海岸各大船廠附近為美國海軍人員建造兵營和花園公寓，其售價在退伍軍人階級和经济不寬裕的軍人家屬的承受範圍之內。
1950年間弗雷德在康尼島附近共建造了2,700戶的天堂海灘公寓，1963年間他在康尼島建造了3,800間公寓組成的川普村，之後進入紐約通過建造大型公寓大樓運營廉租房，以及上千戶的排屋給中下階層剛進入城市化的工人居住，從此他父親在戰後期間發家致富，富可敵國。

### 兄弟姐妹
长姊玛丽安娜·特朗普是聯邦高等法院的法官2023年11月13日離世，终年86岁。
二姐伊莉莎白·特朗普（Elizabeth Trump Grau），生於1942年。
长兄小弗雷德·特朗普是飞行员，1981年因酗酒而导致心脏病身亡，终年42岁。
小弟罗伯特·特朗普于2020年8月15日离世，终年71岁。

### 妻子

#### 伊万娜·特朗普
伊万娜·玛丽·特朗普是唐纳德·特朗普的第一任妻子，1949年2月20日出生于捷克斯洛伐克（今捷克共和国）的兹林。她是一位前时装模特和女商人。他们的婚姻时间为1977年到1992年。
伊万娜·特朗普在特朗普集团扮演重要角色。她是该公司室内设计副总裁，领导特朗普大厦的签名设计。之后，她当时的丈夫任命她为特朗普城堡酒店和赌场的总裁。她于1988年成为美国公民。 

#### 玛拉·梅普尔斯
唐纳德·特朗普的第二任妻子马拉·梅普尔斯1963年10月27日出生于佐治亚州的道尔顿，是唐纳德·特朗普唯一在结婚时是美国公民的妻子。她是一位女演员，也是电视名人。他们的婚姻时间为1993年到1999年。

#### 梅拉尼娅·特朗普
唐纳德·特朗普的第三任妻子梅拉尼娅·特朗普，1970年4月26日出生于南斯拉夫的诺沃梅斯托（今斯洛文尼亚）。她长期从事模特工作，是美国第二位在国外出生的第一夫人，第一位是露易莎·亚当斯 。 他们于2005年结婚。

### 子女
特朗普有三次婚姻所生的五个子女：伊万娜·特朗普所生：小唐纳德·特朗普，伊万卡·特朗普，埃里克·特朗普；马拉·梅普尔斯所生：蒂芙尼·特朗普；梅拉尼娅·特朗普所生：巴伦·特朗普。

#### 伊凡娜的子女
小唐纳德，伊万卡和埃里克是特朗普与伊万娜·特朗普的所生的三个子女。
选举前，他们在特朗普集团担任执行副总裁。在竞选期间，他们成为了全国新闻节目中父亲的发言人。特朗普当选总统后，他们三人都被任命为总统过渡小组成员。 
就职典礼后，小唐纳德和埃里克继续执掌家族的房地产生意。伊万卡和丈夫贾里德·库什纳移居华盛顿特区，后者被任命为白宫高级顾问。 

#### 蒂芙尼·特朗普
蒂芙尼·阿丽亚娜·特朗普（生于1993年10月13日）是唐纳德·特朗普与马拉·梅普尔斯的独生女。 2016年，因为要完成在宾夕法尼亚大学的社会学和城市研究专业的学业，她很少参加父亲的竞选活动。 毕业后不久，她22岁时在共和党全国代表大会上为父亲发表了支持演讲。 

#### 巴伦·特朗普
巴伦·特朗普（出生于2006年3月20日） 是唐纳德·特朗普的最小的儿子，也是他与梅拉尼娅·特朗普的唯一子女。梅拉尼娅在2001年3月成为美国的永久居民，在2005年1月与唐纳德结婚后，于2006年7月成为美国公民 。 
他的父亲是德国血统和苏格兰血统，母亲是斯洛文尼亚血统。 2006年5月，巴伦·特朗普在佛罗里达州棕榈滩的贝塞斯达滨海圣公会教堂受洗。  他曾在曼哈顿的哥伦比亚语法与预科学校就读。除英语外，巴伦也能说流利的斯洛文尼亚语。 巴伦在童年时代就曾在电视上露面，包括《学徒》和2006年5月16日两个月大时登上《奥普拉·温弗瑞秀》。 在父亲当选总统后，巴伦并没有立即搬入白宫，而是和母亲一起留在特朗普大厦，在那里呆到2016-2017学年结束。 梅拉尼亚和巴伦于2017年6月11日移居白宫。他现在就读于马里兰州波托马克的圣安德鲁主教学校。 
他出现在南卡罗来纳州的竞选集会上，还出席了父亲2016年在共和党全国代表大会的演讲，总统当选演讲， 2017年1月的就职典礼以及随后的一些活动。 
巴伦（Barron）是足球迷。在2017年4月的白宫复活节“滚彩蛋”比赛中，他穿着阿森纳足球俱乐部球衣中，见到了华盛顿特区联队的球员。  2017年9月，他被选为华盛顿特区联队发展学院2017-2018赛季的U-12队员。 2019年2月，巴伦加入阿灵顿足球协会。 

### 其他
- 小弗雷德·特朗普的女儿玛丽·特朗普是位美国心理学家，曾就读塔夫茨大学、哥伦比亚大学及艾德菲大学（英语：Adelphi University）。另外，她是同性恋者。小说里提到她曾和Dina Nowak结婚，并诞下一个女儿名为Avary Trump。其后离婚，并与女儿一起住在纽约市。